# Across Entertainment
Across Entertainment (株式会社 アクロス エンタテインメント, Akurosu Entateinmento) é uma agência de talentos do Japão que representa um razoável número de seiyūs e outros artistas japoneses.

## Talentos

### Homens
- Kazuo Asakura
- Sumitada Azumano
- Goburin
- Masashi Igarashi
- Tatsuya Isetani
- Akira Nakagawa
- Bunjō Tsuji
- Daisuke Namikawa
- Tomoyasu Hishiba
- Yūichi Fujita
- Kenichi Furuno
- Taishi Murata
- Ryō Wakabayashi
- Kōichi Yamadera

### Mulheres
- Akari Higuchi
- Ayumi Shimada
- Yūko Ishibashi
- Yūna Mizuki
- Mariya Ise
- Mayuko Suzuki
- Moemi Nakamura
- Teruko Nishikawa
- Miho Sakuma
- Chie Sawaguchi
- Gara Takashima
- Yukiko Takashima
- Yoshiko Takeda
- Miki Yoshino
- Rina Uehara
- Fuyuka ōura
- Aya Sanahara
- Mizuki Tamate
- Eriko Tokaji
- Yukako Mino
- Kiyu Morita

## Membros antigos

### Homens
- Ryōtsu Saitō